# Alan G. Knox
Alan Glasgow Knox (* 4. Dezember 1950 in Belfast) ist ein nordirischer Ornithologe.

## Leben
1973 erlangte Knox den Bachelor of Science in Zoologie an der University of Aberdeen. 1975 entwickelte er das erste computerunterstützte System für die örtliche Erfassung von Vögeln in Großbritannien. 1977 wurde er an der University of Aberdeen mit der Dissertation Feather keratins, morphology and ecology in the taxonomy of crossbills and redpolls zum Ph.D. promoviert. Von 1977 bis 1980 war er Wissenschaftlicher Mitarbeiter an der Abteilung für Zoologie der University of Aberdeen. Von 1980 bis 1981 war er Computeranalyst und Programmierer an der Abteilung für Geburtshilfe und Gynäkologie der University of Aberdeen. Von 1981 bis 1989 war er leitender wissenschaftlicher Mitarbeiter an der Vogelabteilung des Natural History Museum at Tring. 1990 wechselte er zum Buckinghamshire County Museum in Aylesbury, wo er zuletzt Leiter des Museumdienstes im Buckinghamshire County Council war. Seit 1999 ist er für die Abteilung Naturerbe der Stadt Aberdeen tätig.
Knox betrieb Studien über die Evolution und Taxonomie einiger paläarktischer Sperlingsvögel (insbesondere Kreuzschnäbel und Birkenzeisige) und über Vogelfedern. Zu seinen bekanntesten Artikeln zählt ein Bericht über einen Betrugsfall von Colonel Richard Meinertzhagen, der 1993 in der Zeitschrift Ibis veröffentlicht wurde. Knox konnte am Beispiel von Birkenzeisigen nachweisen, dass es sich von 70 Belegexemplaren aus Meinertzhagens Sammlung, um mindestens sieben oder acht gestohlene Vogelbälge handelte, die von Meinertzhagen umpräpariert und umetikettiert wurden. 
Knox veröffentlichte die Bücher BOU Checklist of Birds of Britain and Ireland (1992), Extinct and Endangered Birds in the collections of the Natural History Museum (1994, mit Michael P. Walters) und The Status of Birds in Britain and Ireland (2009). Gemeinsam mit Peter E. Lowther schrieb er im Jahr 2000 die Einträge über den Birkenzeisig und den Polar-Birkenzeisig in der Enzyklopädie Birds of North America. Von 1974 bis 1981 gab er den North-East Scotland Bird Report heraus.